# Canabal (Lugo)
Canabal (llamada oficialmente San Pedro de Canaval) es una parroquia y una aldea española del municipio de Sober, en la provincia de Lugo, Galicia.

## Límites
Limita con el municipio de Pantón al norte y con las parroquias de Refojo al este, Arrojo al sur y Villaoscura al oeste. Se encuentra al sur de la carretera nacional N-120 que une Orense y Ponferrada y por ella pasa también la línea férrea Monforte de Lemos-Redondela, que tiene una estación en la localidad.

## Otras denominaciones
La parroquia también es conocida por el nombre de San Pedro de Canabal.

## Organización territorial
La parroquia está formada por nueve entidades de población, constando seis de ellas en el nomenclátor del Instituto Nacional de Estadística español:

### Entidades de población
Entidades de población que forman parte de la parroquia:
- Canabal (Canaval)
- Chá
- Estación (A Estación)
- Fábrica (A Fábrica)
- Moradela
- Puente (A Ponte)
- San Pedro
- Sistindomato (Sistín do Mato)

### Despoblado
Despoblado que forma parte de la parroquia:
- Santaballa (Santa Baia)

## Demografía

### Parroquia
| Gráfica de evolución demográfica de Canabal (parroquia) entre 2000 y 2021 |
|                                                                           |
| Datos según el nomenclátor publicado por el INE.                          |

### Aldea
| Gráfica de evolución demográfica de Canabal (aldea) entre 2000 y 2021 |
|                                                                       |
| Datos según el nomenclátor publicado por el INE.                      |

## Patrimonio
- Iglesia de San Pedro.